# سامباس
سامباس، درام اند بوسا یا درام اند سامباس (به انگلیسی: Sambass, Drum 'n' bossa or Drum 'n' sambass) (یک تک‌واژ چندوجهی از سامبا و باس) یک زیرسبک منطقه‌ای از درام اند بیس است که بیشتر بومی برزیل است. این سبک از ترکیب ریتم‌های درام اند بیس با موسیقی آمریکای لاتین پدید آمده‌است.